# Nioro du Sahel (Kreis)

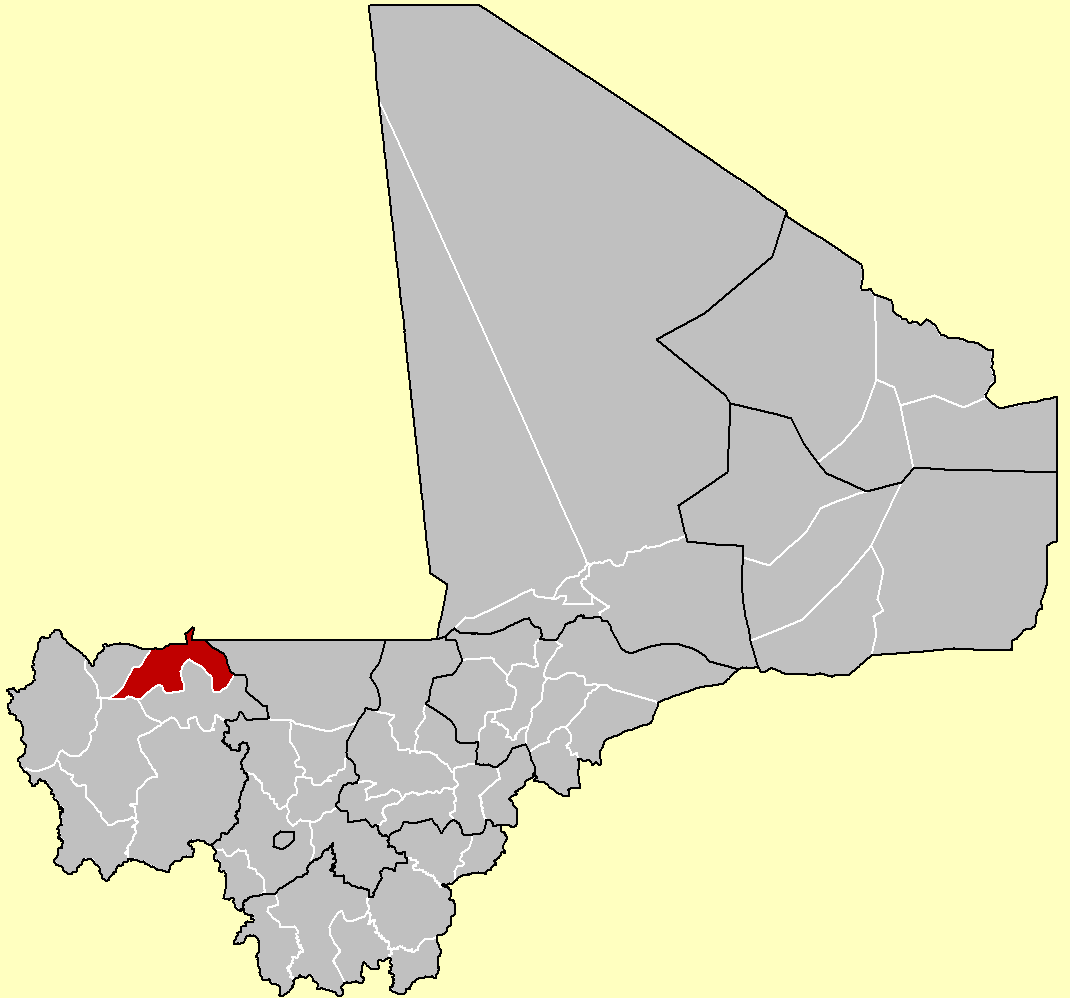
Kreis Nioro du Sahel

Nioro du Sahel ist der Name eines Kreises (franz. cercle de Nioro du Sahel) in der Region Kayes in Mali.
Der Kreis teilt sich in 16 Gemeinden, die Einwohnerzahl betrug beim Zensus 2009 230.488 Einwohner.
Gemeinden: Nioro du Sahel (Hauptort), Baniéré Koré, Diabigué, Diarra, Diaye Coura, Gavinané, Gogui, Guétéma, Kadiaba Kadiel, Koréra Koré, Nioro Tougoumé Rangabé, Sandaré, Simbi, Troungoumbé, Yéréré, Youri.